# Кургат
Курга́т (рос. Кургат) — присілок у складі Артинського міського округу Свердловської області.
Населення — 3 особи (2010, 1 у 2002).
Національний склад станом на 2002 рік: росіяни — 100 %.